# Blindfold Me
Blindfold Me è un brano musicale della cantante R&B statunitense Kelis, pubblicato come secondo singolo estratto dall'album Kelis Was Here del 2006.
Scritta e prodotta da Sean Garrett e Polow Da Don, il brano figura nella versione pubblicata su singolo anche il featuring del rapper Nas, assente nella versione sull'album. Negli Stati Uniti il singolo non è stato pubblicato su supporto fisico, come in Europa. Ciò nonostante il massiccio airplay radiofonico ha spinto il singolo in diverse classifiche.
Il video musicale prodotto per Bossy è stato diretto dal regista Marc Klasfeld, che nello stesso anno lavorerà con Kelis anche nei video di Bossy e Lil Star e girato nel settembre 2006 a Los Angeles.

## Tracce
CD single
1. Blindfold Me (feat. Nas) (Single Version)
2. Blindfold Me (Album Version)
3. Blindfold Me (Instrumental)
4. Blindfold Me (A Capella)
5. Blindfold Me (CD-ROM Video)

12" single
- Lato A:

1. Blindfold Me (Main)
2. Blindfold Me (Instrumental)

- Lato B:

1. Blindfold Me (Main)
2. Blindfold Me (A Capella)

## Classifiche
| Classifica (2006)                    | Posizione più alta |
| ------------------------------------ | ------------------ |
| U.S. Billboard Hot R&B/Hip-Hop Songs | 91                 |